# Inosservabile
Un inosservabile (chiamato anche impalpabile) è un'entità la cui esistenza, natura, proprietà, qualità o relazioni non sono direttamente osservabili dagli esseri umani. In filosofia della scienza, tipici esempi di "inosservabili" sono la forza di gravità, la causa, la credenza o le motivazioni. Tuttavia alcuni filosofi (ad esempio George Berkeley) identificano tutti gli oggetti – alberi, tavoli, menti altrui, cose microbiologiche e così via per tutto ciò che gli esseri umani definiscono cose che causano la loro percezione – come inosservabili. Ne deriva che l'inosservabile è per "connessione".
L'inosservabile è un riferimento simile alla distinzione operata da Immanuel Kant tra il noumeno (la "cosa in sé", ossia le cose prime nel loro stato necessariamente inconoscibile, prima che esse passino attraverso l'apparato formalizzante dei sensi e della mente per diventare oggetti percepiti) e il fenomeno (l'oggetto percepito). Secondo Kant, l'uomo non può conoscere il noumeno; tutto ciò che egli può conoscere è il fenomeno. La distinzione di Kant è simile a quella operata da John Locke tra qualità primarie e qualità secondarie. le qualità secondarie sono ciò che gli uomini percepiscono, come ad esempio il rossore, il cinguettio, il calore, la muffa o la dolcezza, mentre le qualità primarie sarebbero ciò che effettivamente dà origine alle qualità secondarie da noi percepite.
Le questioni epistemologiche e di natura ontologica relative agli inosservabili sono l'argomento principale della filosofia della scienza. L'idea che un determinato inosservabile esista si ricollega al realismo scientifico ed è in contrasto con lo strumentalismo, ossia l'idea che gli inosservabili, ad esempio gli atomi, sono modelli utili ma non necessariamente esistenti.
Metcalf distingue tre tipi di inosservabili. Il primo è il logicamente inosservabile, che implica una contraddizione. Un esempio potrebbe essere una lunghezza che è sia più lunga sia più breve di una data lunghezza. Il secondo è il praticamente inosservabile, ossia ciò che possiamo concepire osservabile dalle nostre capacità sensoriali conosciute, ma che ci è impedito di osservare a causa di difficoltà pratiche. Il terzo è il fisicamente inosservabile, ossia ciò che non è mai osservabile dalle facoltà sensoriali dell'uomo.